# Taha Dyab
Taha Dyab (en árabe: طه دياب‎; Alepo, Siria; 23 de julio de 1990) es un futbolista sirio que juega en la posición de centrocampista con el Al-Horriya de la Liga Premier de Siria.

## Carrera

### Club
| Periodo   | Club                |
| --------- | ------------------- |
| 2007–2012 | Al-Ittihad Aleppo   |
| 2007      | → Afrin SC (cedido) |
| 2012      | Al-Shorta Damasco   |
| 2013      | Naft Al-Janoob      |
| 2013–2015 | Safa SC             |
| 2015      | Salam Zgharta SC    |
| 2015–2016 | Al-Majd SC          |
| 2016–2017 | Al-Ittihad Aleppo   |
| 2018      | Real Kashmir        |
| 2018–2019 | Al-Herafyeen        |
| 2019-2020 | Al-Ittihad Aleppo   |
| 2020-     | Al-Horriya          |

### Selección nacional
Jugó para Siria en cuatro ocasiones de 2010 a 2012 y anotó el gol de la victoria por 1-0 ante Irak en un partido amistoso el 18 de diciembre de 2010 en Sulaymaniyah. Participó en la Copa Asiática 2011.

## Logros
- Copa de Siria (1): 2011
- Copa AFC (1): 2010[6]